# Манчестер (Нью-Йорк)
Манчестер (англ. Manchester) — переписна місцевість (CDP) в США, в окрузі Онтаріо штату Нью-Йорк. Населення — 9404 особи (2020).

## Демографія
Згідно з переписом 2010 року, у місті мешкало 9395 осіб у 3770 домогосподарствах у складі 2459 родин. Було 3993 помешкання
Расовий склад населення:
| - 96,2 % — білих - 1,1 % — чорних або афроамериканців - 0,5 % — азіатів - 0,3 % — корінних американців |

До двох чи більше рас належало 1,3 %. Частка іспаномовних становила 2,4 % від усіх жителів.
За віковим діапазоном населення розподілялося таким чином: 22,4 % — особи молодші 18 років, 60,6 % — особи у віці 18—64 років, 17,0 % — особи у віці 65 років та старші. Медіана віку мешканця становила 42,6 року. На 100 осіб жіночої статі у місті припадало 94,2 чоловіків;  на 100 жінок у віці від 18 років та старших — 91,0 чоловіків також старших 18 років.
Середній дохід на одне домашнє господарство  становив 65 230 доларів США (медіана — 51 250), а середній дохід на одну сім'ю — 76 311 долар (медіана — 66 585). Медіана доходів становила 46 076 доларів для чоловіків та 36 641 долар для жінок. За межею бідності перебувало 11,7 % осіб, у тому числі 14,3 % дітей у віці до 18 років та 5,4 % осіб у віці 65 років та старших.
Цивільне працевлаштоване населення становило 4615 осіб. Основні галузі зайнятості: освіта, охорона здоров'я та соціальна допомога — 26,4 %, виробництво — 17,0 %, роздрібна торгівля — 14,2 %.